# ۵'-فسفوریبوزیل-۴-کربوکسی-۵-آمینوایمیدازول
۵'-فسفوریبوزیل-۴-کربوکسی-۵-آمینوایمیدازول (به انگلیسی: 5'-Phosphoribosyl-4-carboxy-5-aminoimidazole) با فرمول شیمیایی C9H14N3O9P یک ترکیب شیمیایی با شناسه پاب‌کم 8038 است. که جرم مولی آن ۳۳۹٫۱۹۶ گرم بر مول می‌باشد. 